# Adam Chrzanowski
Adam Jan Chrzanowski (Varsavia, 31 marzo 1999) è un calciatore polacco, difensore dell'Odra Opole.

## Carriera

### Club
Cresciuto nel settore giovanile dello Znicz Pruszków, ha esordito in prima squadra il 3 marzo 2015, disputando l'incontro della Coppa di Polonia perso per 1-5 contro il Lech Poznań; cinque giorni ha anche debuttato in terza divisione, nell'incontro vinto per 3-1 contro il Siarka Tarnobrzeg. Conclude la stagione con 6 presenze tra campionato e coppa. Nel mese di luglio viene acquistato dal Lechia Danzica, formazione dell'Ekstraklasa. Debutta in campionato il 28 aprile 2016, nel match pareggiato per 0-0 in casa del Lech Poznań. Il 27 agosto 2016 passa in prestito alla Fiorentina, dove però viene impiegato unicamente con la formazione Primavera. Rientrato dal prestito, si alterna a giocare tra il Lechia Danzica e in prestito nella seconda divisione polacca, con le maglie di Wigry Suwałki e Miedź Legnica. Il 13 marzo 2020 viene comunicata la sua cessione al Pordenone, che decide di fargli terminare la stagione al Miedź Legnica. Quindi, debutta in Serie B il 7 novembre successivo, nella gara pareggiata per 0-0 contro il Chievo.
Non riuscendo a trovare spazio in squadra nel corso di due anni (solo 20 presenze tra campionato e coppa), il 17 gennaio 2022 viene prestato al Wisła Płock fino al termine della stagione.
Il 30 giugno 2022 viene riscattato dal club.

### Nazionale
Ha rappresentato le nazionali giovanili polacche, dall'Under-16 all'Under-20.

## Statistiche

### Presenze e reti nei club
Statistiche aggiornate al 25 gennaio 2023.
| Stagione              | Squadra               | Campionato            | Campionato | Campionato | Coppe nazionali | Coppe nazionali | Coppe nazionali | Coppe continentali | Coppe continentali | Coppe continentali | Altre coppe | Altre coppe | Altre coppe | Totale | Totale |
| Stagione              | Squadra               | Comp                  | Pres       | Reti       | Comp            | Pres            | Reti            | Comp               | Pres               | Reti               | Comp        | Pres        | Reti        | Pres   | Reti   |
| --------------------- | --------------------- | --------------------- | ---------- | ---------- | --------------- | --------------- | --------------- | ------------------ | ------------------ | ------------------ | ----------- | ----------- | ----------- | ------ | ------ |
| mar.-giu. 2015        | Znicz Pruszków        | 2L                    | 5          | 0          | CP              | 1               | 0               |                    | -                  | -                  |             | -           | -           | 6      | 0      |
| 2015-2016             | Lechia Danzica        | EK                    | 1          | 0          | CP              | 0               | 0               |                    | -                  | -                  |             | -           | -           | 1      | 0      |
| 2016-2017             | Fiorentina            | A                     | 0          | 0          | CI              | 0               | 0               | UEL                | 0                  | 0                  |             | -           | -           | 0      | 0      |
| 2017-2018             | Lechia Danzica        | EK                    | 10         | 1          | CP              | 0               | 0               |                    | -                  | -                  |             | -           | -           | 10     | 1      |
| 2018-gen. 2019        | Lechia Danzica        | EK                    | 3          | 1          | CP              | 1               | 0               |                    | -                  | -                  |             | -           | -           | 4      | 1      |
| gen.-giu. 2019        | Wigry Suwałki         | 1L                    | 12         | 0          | CP              | -               | -               |                    | -                  | -                  |             | -           | -           | 12     | 0      |
| 2019-gen. 2020        | Lechia Danzica        | EK                    | 2          | 0          | CP              | 1               | 0               | UEL                | 0                  | 0                  | SP          | 0           | 0           | 3      | 0      |
| Totale Lechia Danzica | Totale Lechia Danzica | Totale Lechia Danzica | 16         | 2          |                 | 2               | 0               |                    | 0                  | 0                  |             | 0           | 0           | 18     | 2      |
| gen.-giu. 2020        | Miedź Legnica         | 1L                    | 5          | 0          | CP              | 1               | 0               |                    | -                  | -                  |             | -           | -           | 6      | 0      |
| 2020-2021             | Pordenone             | B                     | 13         | 0          | CI              | 2               | 0               |                    | -                  | -                  |             | -           | -           | 15     | 0      |
| 2021-gen. 2022        | Pordenone             | B                     | 4          | 0          | CI              | 1               | 0               |                    | -                  | -                  |             | -           | -           | 5      | 0      |
| Totale Pordenone      | Totale Pordenone      | Totale Pordenone      | 17         | 0          |                 | 3               | 0               |                    | 0                  | 0                  |             | 0           | 0           | 20     | 0      |
| gen.-giu. 2022        | Wisła Płock           | EK                    | 9          | 0          | CP              | -               | -               |                    | -                  | -                  |             | -           | -           | 9      | 0      |
| 2022-2023             | Wisła Płock           | EK                    | 8          | 0          | CP              | 2               | 0               |                    | -                  | -                  |             | -           | -           | 10     | 0      |
| Totale Wisla Plock    | Totale Wisla Plock    | Totale Wisla Plock    | 17         | 0          |                 | 2               | 0               |                    | 0                  | 0                  |             | 0           | 0           | 19     | 0      |
| Totale carriera       | Totale carriera       | Totale carriera       | 72         | 2          |                 | 9               | 0               |                    | 0                  | 0                  |             | 0           | 0           | 81     | 2      |

## Palmarès

### Competizioni nazionali
- Supercoppa di Polonia: 1

Lechia Danzica: 2019